# Üröm
Üröm là một thị trấn thuộc hạt Pest, Hungary. Thị trấn này có diện tích 6,68 km², dân số năm 2010 là 7067 người, mật độ 1058 người/km².